# Наташа Петровска
Наташа Петровска (на македонска литературна норма: Наташа Петровска) е политичка от Северна Македония, членка на Социалдемократическия съюз на Македония (СДСМ), кмет на Битоля.

## Биография
Родена е на 18 декември 1971 година в Битоля, тогава във Федерална Югославия. Завършва гимназията „Йосип Броз Тито“ в Битоля. В 1995 година завършва математика и от 1996 година работи като учителка по математика. В 2012 година завършва магистратура по управление на човешките ресурси в Университета по туризъм и мениджмънт в Скопие.
От 2013 до 2017 година е член на Съвета на община Битоля, където е координатор на групата на СДСМ. От 25 октомври 2017 година до 10 ноември 2021 година е кмет на Битоля.
Петровска е омъжена и има две деца.